# Žalm 116

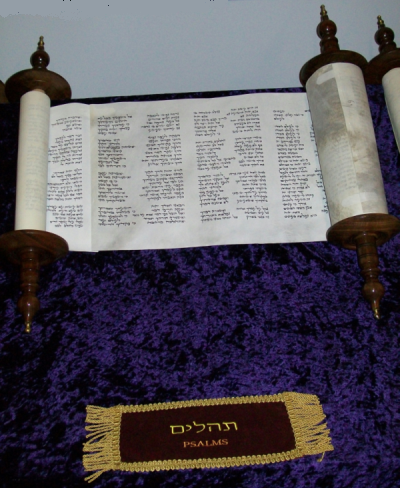
Svitek žalmů

Žalm 116 („Hospodina miluji; on slyší“) je biblický žalm. V překladech, které číslují podle Septuaginty, se jedná o 114. a 115. žalm.

## Užití v liturgii
V židovské liturgii je žalm podle siduru součástí tzv. Halelu, jenž je recitován po Amidě v rámci ranní modlitby při slavnostních příležitostech, k nimž patří především poutní svátky, ale též Chanuka či Roš chodeš.